# Keane (film)
Keane è un film del 2004 scritto e diretto da Lodge Kerrigan, prodotto da Steven Soderbergh.

## Trama
William Keane sta cercando sua figlia alla stazione degli autobus di Manhattan, dove è stata rapita tre mesi prima. In mano ha un ritaglio di giornale in cui viene riferito di una bambina scomparsa, e lo mostra concitato agli addetti della biglietteria. Keane, in preda all'ansia, sembra vittima di un episodio schizofrenico. Dopo aver passato la notte a vagare per le strade di New York, torna all'albergo da quattro soldi in cui sta vivendo e paga il conto con il suo assegno di disabilità.
Ai suoi cambiamenti di umore corrispondono le sue attività; quando fa buio torna alla stazione, a cercare sua figlia e chi l'ha rapita. E poi in un nightclub a tirare cocaina, dove ha un rapporto sessuale nel bagno pubblico con Michelle, ragazza conosciuta presumibilmente nel night.
In albergo conosce Lynn e sua figlia Kira, una ragazzina della stessa età della figlia scomparsa. Il rapporto con Kira lo porta ancora una volta a fare i conti con la disperazione per la perdita di sua figlia, in un'angosciata e incontrollabile ripetizione dei gesti alla quale il protagonista non può che dare sfogo.

## Produzione
Girato in 32 giorni con meno di un milione di dollari, il film è il secondo tentativo di Kerrigan di raccontare la storia di un genitore che fa i conti con la perdita di un figlio rapito. Due anni prima aveva terminato di girare In God's Hands, ma il negativo fu irreparabilmente danneggiato in un incidente di laboratorio. Keane affronta un tema simile a quello affrontato anche in Clean, Shaven, incentrato su un uomo schizofrenico che cerca di riprendersi la figlia dalla madre adottiva.

## Distribuzione
La prima di Keane si è svolta al Telluride Film Festival, è stato poi proiettato al Festival internazionale del film di Toronto 2004 e al Festival di Cannes 2005.
Ha vinto sia il Premio della Critica che il Premio Speciale della Giuria al Deauville American Film Festival 2005 prima di ottenere la distribuzione su New York il 9 settembre 2005.
Nel novembre 2005 il Torino Film Festival dedica un omaggio a Lodge Kerrigan - presente alle proiezioni e protagonista di una conferenza stampa - all'interno della sezione "Americana", proiettando l'intera filmografia del regista: Clean, Shaven, Clair Dolan e Keane.

## Riconoscimenti

### Premi
- Festival del cinema americano di Deauville 2005: Premio della giuria e Premio della critica internazionale

### Nomination
- Gotham Awards: Best Film, Breakthrough Award a Damian Lewis
- Independent Spirit Awards 2006: miglior fotografia